# КБ-308
КБ-308 — модельный ряд самоходных башенных кранов третьей размерной группы (по грузовому моменту) на рельсовом полотне, с поворотной башней и подъёмной (наклонной) стрелой.

## Описание
В 1967 году Никопольский Завод Строительных Машин им. Ленина запустил в серию башенный кран С-981 (КБ-306) с грузовым моментом 100 т•с•м, а начиная c 1974 года начали производиться его модифицированные варианты — С-981А и С-981Б, которые предназначались для возведения зданий и сооружений до 12 этажей.. Эти краны (С-981) были оснащены подъёмной стрелой. См. фото заводской таблички: 
Кран КБ-308 выпускается взамен крана С-981 на Никопольском краностроительном заводе., использует общие сборочные единицы крана С-981А, и предназначен для работы в I—III ветровых районах при температуре окружающего воздуха от минус 40 °C до плюс 40 °C. Допускается эксплуатация крана в IV и V ветровых районах при соблюдении дополнительных требований, указанных в документации к крану (инструкции по эксплуатации).,

## Модификации
- КБ-308А — Кран предназначен для возведения жилых, промышленных, административных зданий и сооружений высотой до 36 м и массой монтируемых элементов до 8 т.[4].
- КБ-308M — Дальнейшая модификация крана. Отличается техническими характеристиками. Имеет девять исполнений.
- КНЦ-981 — Стреловая модификация башенного крана С-981А — кран для возведения нулевого цикла.[5]

## Технические характеристики
Технические характеристики кранов указаны в карточках.
Кран грузоподъёмностью от 3,2 т до 8 т при вылете от 4,5 м до 25 м..

## Описание конструкции
Краны этих серий состоят из следующих узлов: ходовой рамы, поворотной платформы, башни, стрелы, контргруза, кабины управления, крюковой подвески, вставки, монтажной стойки и тяг. Краны имеют наращиваемую снизу промежуточными секциями башню.
Стрела крана КБ-308 — балочного типа, решётчатая. По конструкции башня крана — решётчатого типа, выполнена из уголков.
Грузовая лебёдка крана имеет двухдвигательный привод, что обеспечивает увеличенную скорость подъёма грузов массой до 5 т по сравнению со скоростью подъёма грузов массой 8 т. Для управления лебёдкой, а также другими механизмами кран оснащён специальным комплектом электрооборудования типа КБК-5.,

## Монтаж и демонтаж
Этапы монтажа-демонтажа аналогичны кранам типа КБ-403.

## Транспортировка
Перевозку кранов осуществляют по железной дороге, водным транспортом, по автомобильным дорогам — в соответствии с правилами, стандартами и требованиями.

## Происшествия с С-981 и КБ-308
По информации сайта cranewreck.ru: «На многих башенных кранах, изготовленных в 1960—1990 годы, установлены кольцевые рамы, не обладающие необходимой несущей способностью, что приводит к их разрушению в процессе эксплуатации.
Разрушение рам — наиболее частая причина аварий кранов С-981. Обычно разрушаются сварные швы, соединяющие элементы нижнего листа и (или) нижний лист с проушинами и боковыми вертикальными листами. Доработка заводом конструкции рамы и усиление её при эксплуатации не дали ожидаемого эффекта. После дальнейшей переработки раму использовали на кранах КБ-308. К настоящему времени большинство башенных кранов С-981 списано, а эксплуатация оставшихся в связи с повышенным риском может быть допущена только как исключение, с жесткими ограничениями условий применения и обслуживания».
- 6 июля 2005 года в одном из районов Астаны Республики Казахстан на возведении жилого комплекса из-за сильного порыва ветра произошло падение элементов конструкции крана КБ-308А. В результате аварии пострадал машинист крана.[8]
- 25 июня 2008 года в Барнауле на строительстве жилого объекта, подконтрольному Управлению Ростехнадзора по Алтайскому краю, во время демонтажа крана КБ-308 рабочий попал в опасную зону, куда опускались секции демонтируемого крана. В результате один человек получил серьёзные травмы.[9],[10]. Причина несчастного случая: неосторожность монтажника.[9]